# Christoph Ludwig von Hochwächter
Christoph Ludwig von Hochwächter (nach anderer Quelle Christoph Heinrich von Hochwächter; * 15. März 1769 in Gustow; † 21. Februar 1838 in Stralsund) war ein neuvorpommerscher Gutsbesitzer und Politiker.

## Leben
Christoph Ludwig von Hochwächter war der zweite Sohn des Christoph Andreas von Hochwächter (1730–1776), Gutsherr auf Niederhof bei Brandshagen sowie Gustow und Drigge auf Rügen. Er war Gutsbesitzer auf Groß-Miltzow in Schwedisch-Pommern, dem späteren Neuvorpommern.
Hochwächter gehörte als Vertreter des dritten Standes (Landgemeinden) im Jahre 1829 dem 3. Provinziallandtag der Provinz Pommern an.
Er war verheiratet mit Pauline von Mühlenfels (1776–1859), einer Tochter des Bernhard Gottlieb von Mühlenfels († 1799). Aus der Ehe gingen zehn Kinder hervor. Die älteste Tochter Julie (1790–1871) stand zuletzt dem Elisabeth-Hospital in Berlin vor und der jüngste Sohn Gustav (1810–1890) wurde preußischer Offizier, Kreisdeputierter und auftragsweise Landrat des Kreises Moers.